# 파울 브레이트네르 빌레로 아레발로
파울 브레이트네르 빌레로 아레발로(스페인어: Paul Breitner Villero Arevalo, 1998년 10월 7일~)는 콜롬비아의 축구 선수이다.

## 참고 문헌
- “파울 브레이트네르 빌레로 아레발로”. 《부산 아이파크 FC》. HDC스포츠.